# Ismaël Aaneba
Ismaël Aaneba (Marokkaans:إسماعيل عنيبة) (Mantes-la-Jolie, 29 mei 1999) is een Frans-Marokkaans voetballer, die doorgaans speelt als rechtervleugelverdediger. Aaneba stroomde, vanuit de jeugd, in de zomer van 2018 door naar het eerste elftal van RC Strasbourg.

## Clubcarrière
Aaneba doorliep de jeugdreeksen van FC Mantes en werd in 2017 overgenomen door de jeugd van RC Strasbourg. Vanuit de jeugd kreeg Aaneba op 8 februari 2018 de kans om te debuteren in het eerste elftal. Hij kreeg de kans om zich te bewijzen in de Franse beker tegen Grenoble Foot. Na 72 minuten werd Aaneba vervangen door Kenny Lala. Vanaf de zomer van 2018 maakte Aaneba volledig deel uit van de eerste ploeg. Op 9 november 2018 maakte Aaneba zijn debuut in de Ligue 1. Op het terrein van Lille mocht Aaneba de wedstrijd volmaken. De wedstrijd eindigde op een scoreloos gelijkspel.

## Clubstatistieken
| Seizoen | Club          | Competitie | Competitie | Competitie | Beker | Beker | Internationaal | Internationaal | Totaal | Totaal |
| Seizoen | Club          | Competitie | Wed.       | Dlp.       | Wed.  | Dlp.  | Wed.           | Dlp.           | Wed.   | Dlp.   |
| ------- | ------------- | ---------- | ---------- | ---------- | ----- | ----- | -------------- | -------------- | ------ | ------ |
| 2017/18 | RC Strasbourg | Ligue 1    | 0          | 0          | 1     | 0     | —              | —              | 1      | 0      |
| 2018/19 | RC Strasbourg | Ligue 1    | 3          | 0          | 3     | 0     | —              | —              | 6      | 0      |
| Totaal  | Totaal        | Totaal     | 3          | 0          | 4     | 0     | 0              | 0              | 7      | 0      |

Bijgewerkt op 8 april 2019.

## Interlandcarrière
Aaneba doorliep verschillende Franse jeugdploegen.